# Idioma bungandidj
Bungandidj es un idioma de Australia, hablado por el pueblo Bungandidj, australianos indígenas que vivían en un área que ahora se encuentra en el sureste de Australia del Sur y en el suroeste Victoria. Según Christina Smith y su libro sobre la gente de Buandig, los Bungandidj llamaron a su idioma drualat-ngolonung (habla del hombre), o Booandik-ngolo. (discurso del Booandik). As of 2017, there is a revival and maintenance programme under way for the language.
Las variantes históricas del nombre incluyen: Bunganditj, Bungandaetch, Bunga(n)daetcha, Bungandity, Bungandit, Buganditch, Bungaditj, Pungantitj, Pungatitj, Booganitch, Buanditj, Buandik, Booandik, Boandiks, Bangandidj, Bungandidjk, Pungandik, Bak-on-date, Barconedeet, Booandik-ngolo, Borandikngolo, Bunganditjngolo, y Burhwundeirtch.

## Fonología
La fonología de Bungandidj es típica de los idiomas australianos en general, y comparte características como una sola serie de oclusivas (sin contraste de voz) en seis lugares de articulación, un conjunto completo correspondiente de nasales, laminales en los cuatro lugares coronales de articulación y dos deslizamientos. Extrapolando fuentes escritas históricas y el conocimiento de los idiomas circundantes, Blake postula el siguiente inventario de consonantes:

### Consonantes
|                          | Periférica | Periférica | Laminal | Laminal  | Apical     | Apical  |
| Bilabial                 | Velar      | Dental     | Palatal | Alveolar | Retrofleja |         |
| ------------------------ | ---------- | ---------- | ------- | -------- | ---------- | ------- |
| Oclusiva                 | p [p]      | k [k]      | th      | tj [c]   | t [t]      | rt [ʈ ] |
| Nasal                    | m [m]      | ng [ŋ]     | nh      | ny [ɲ]   | n [n]      | rn [ɳ ] |
| Bibrante simple/Múltiple |            |            |         |          | rr [r]     |         |
| Lateral                  |            |            | lh      | ly [ʎ]   | l [l]      | rl [ɭ ] |
| Aproximante              | w [w]      | w [w]      |         | y [j]    |            | r [ɻ ]  |

### Vocales
|         | frontal | central | posterior |
| ------- | ------- | ------- | --------- |
| Cerrada | i [i]   |         | u [u]     |
| Abierta |         | a [a]   |           |